# 趙德隆
廣平恭肅郡王趙德隆（964年—986年2月13日），字日新，祖籍涿郡（今河北省保定市清苑縣）人，宋朝宗室、魏悼王趙廷美的次子。

## 生平
趙德隆早年跟隨父親趙廷美被徙置房陵，雍熙元年（984年）父親去世，朝廷封他為瀼州刺史，同年十二月任右武衛大將軍，封爵位長寧郡侯，分沂州。
雍熙三年（986年）正月辛未，時任沂州守的他去世，由弟弟趙德彝繼承長寧郡侯，贈封寧遠軍節度使，追封臨沂郡公。天禧二年（1018年），朝廷依照其子趙承訓請求，加贈趙德隆崇信軍節度、同平章事。

## 家族

### 祖父母
- 趙弘殷，宋宣祖昭武皇帝
- 昭憲太后杜氏

### 父母
- 趙廷美，魏悼王
- 张氏，楚國夫人，張令鐸女

### 妻子
- 曹氏，广平郡夫人

### 子女
- 趙承訓，贈深州團練使